# Hong Soo-hwan

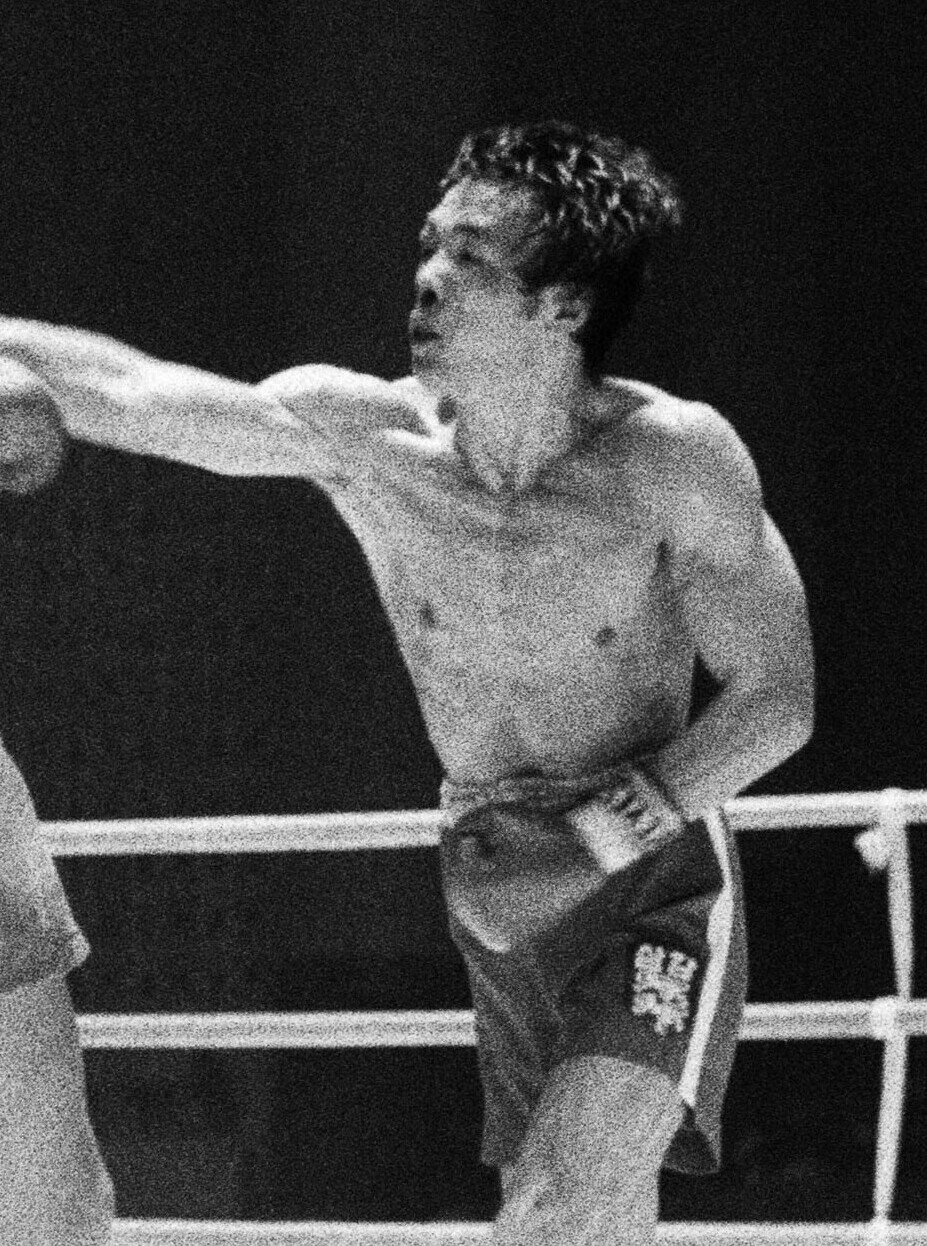
Hong Soo-hwan (1976)

Hong Soo-hwan (* 26. Mai 1950 in Seoul) ist ein ehemaliger südkoreanischer Boxer im Superbantam- und Bantamgewicht. 

## Karriere
Am 10. Mai 1969 gab Hong sein Profidebüt und erreichte ein Unentschieden. Am 3. Juli 1974 wurde er im Bantamgewicht Weltmeister der WBA, als er Arnold Taylor durch einstimmige Punktrichterentscheidung bezwang. Diesen Titel verteidigte er im Dezember desselben Jahres und verlor ihn am 14. März des darauffolgenden Jahres an Alfonso Zamora durch klassischen K. o. in Runde 4. 
Im November 1977 errang er durch einen technischen K.-o.-Sieg in Runde 3 gegen Hector Carrasquilla den WBA-Weltmeistergürtel im Superbantamgewicht. Im Jahr darauf konnte er diesen Titel gegen Yu Kasahara verteidigen und verlor ihn gegen Ricardo Cardona durch T.K.o. in der 12. Runde in einem auf 15 Runden angesetzten Kampf.
Im Jahre 1980 beendete er seine Karriere.